# Maria de Victorica

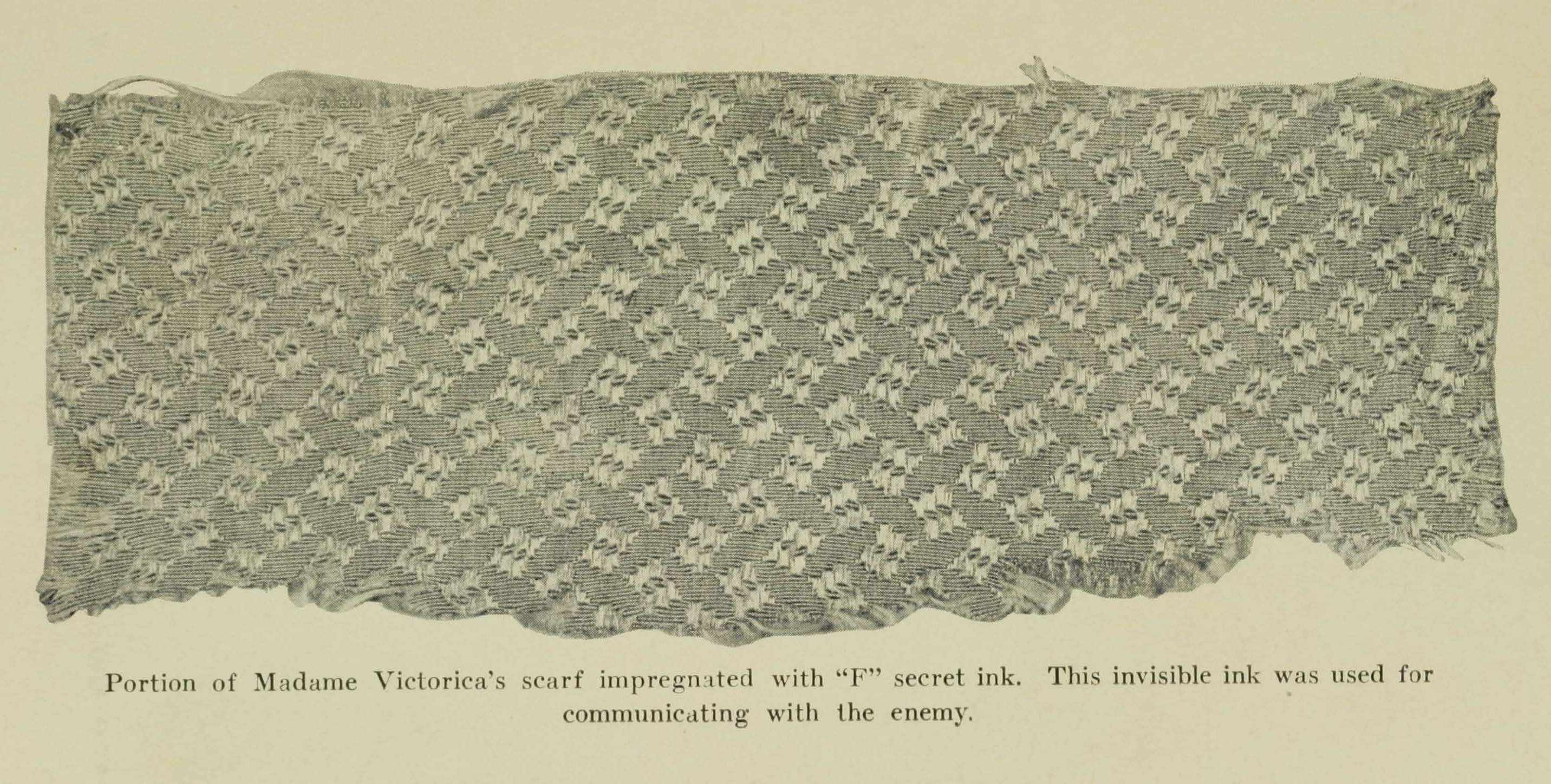
Foulard utilisé par Maria de Victorica, qui contenait de l'encre secrète allemande (environ 1917)

Maria de Victorica  (1878 à Posen - 1920 à New York) ou Maria de Victoria alias Marie de Vussière surnommée « la belle femme blonde d'Anvers », est une espionne allemande MI8 (Military Intelligence, section 8), nom de Code du Radio Service de la sécurité (RSS), pendant la Première Guerre mondiale. Elle est découverte et interceptée en 1918 à cause d'une correspondance trouvée, détaillant ses missions et voyages. Elle était chargée d'importer des explosifs aux États-Unis en utilisant des figurines religieuses évidées.

## Biographie
Maria de Victorica (aussi Mme Kretschmann, Eckmann, épouse Siemon, etc.) pleine de séduction, est la plus jeune fille du baron Hans von Kretschmann (de), lieutenant-général d'infanterie de l'armée prussienne, et de la comtesse Von Jennie Gustedt, fille d'un diplomate prussien.
Avant la guerre, aventureuse et grande voyageuse, elle maîtrise de nombreuses langues, et possède plusieurs diplômes universitaires. En raison de ses qualités et son côté glamour, le colonel Walter Nicolai, chef des services secrets allemands, la persuade d'entrer au service de son pays. Sa correspondance avec le réseau secret sera codé et l'encres secrète. Belle blonde elle utilise une douzaine de pseudonymes et de déguisements, et de multiples ruses pour asservir les hommes influents. Sa première mission la conduit au Chili, et épouse un chilien du nom de Victorica. En 1914 les Anglais recherchent Mme Marie de Vussière, à l'hôtel Nassau, mais en vain. De retour à Berlin avec son mari, elle est transférée au Service de renseignement de la marine et envoyée en mission en Russie.
Efficace, avec pour nom de code « AGENT 9I » en 1916, elle est envoyée aux États-Unis, pour aider les groupes rebelles irlandais, et, rédiger un rapport sur les travaux de certains des agents allemands. En novembre 1917, les services secrets britannique avertissent les autorités américaines sur ses activités. Une lettre interceptée et envoyée à Hoboken révèle un message écrit à l'encre secrète. Fuyant d'un hôtel à l'autre, elle sera finalement arrêtée le 27 avril 1918 à New-York. Elle décède d'une pneumonie le 12 août 1920, quelques mois après sa libération, dans un sanatorium privé et est enterrée au cimetière de Kensico, localisé à Valhalla, comté de Westchester.

## Famille
Elle se marie trois fois avant la déclaration de guerre.
- Avec un argentin qui décède peu de temps après son mariage
- Avec un professeur Otto Eckmann, de l’université de Heidelberg
- Avec un chilien Manuel Gustave Victorica[4]